# Sfânt Ion
Sfânt Ion este o operă literară scrisă de Ion Luca Caragiale. 